# Строчное пение
Строчно́е пение — традиция русского многоголосного церковного пения, развившаяся на основе знаменного распева в XVI веке. Вытеснена в XVIII веке партесным пением.
Как и знаменный распев, строчное пение первоначально записывалось крюками (невмами знаменной, демественной или путевой системы), но не в одну строку, а на несколько голосов. Самым распространённым было трёхголосное строчное пение, однако существовали также его 2х- и 4х-голосные варианты. Как правило, строки писались поочередно то тушью (чёрным), то киноварью (красным цветом).
С музыкальной точки зрения строчное пение представляло собой органическое продолжение знаменной традиции: все три голоса (традиционно называемые «низ», «путь» и «верх») следовали закономерностям знаменных мелодий (присущих им мелодических формул), а в некоторых случаях — основывались на соответствующих знаменных прототипах. В то же время, строчное пение было тесно связано с русской народной музыкой, что проявилось в особенностях интервальной и гармонической структуры этого традиции. Голоса в строчном пении регулярно перекрещиваются, образуя напряжённые квартово-квинтовые созвучия; консонанты (стабильные созвучия) строчного пения также, как правило, основаны на квартовых, а не на квинтово-терцовых созвучиях, характерных для западноевропейской музыки того же времени.

## История
Многоголосная музыка возникла на Руси задолго до проникновения в русскую культуру музыкальных традиций Европы.  В западной музыке полифонический стиль развивался с постоянной оглядкой на вертикаль  голосов. Уже в 10-11м веках сформировались понятия о консонансах и диссонансах. Исконная русская полифония была линеарной, допускающей любые вертикальные соотношения, ввиду того, что все интервалы в звукоряде мыслились как созвучия чистые, консонантные. Каждый полифонический голос был вариацией, подголоском  основной мелодии. В фольклоре эти голоса фактически импровизировались; при этом, каждый голос вел себя соответственно сложившейся устной традиции. В конце 15го века многоголосное пения появляется и в церкви. Полифонической основой становится путевой распев, являющийся своеобразной обработкой знаменного распева. Этот полифонический стиль в дальнейшем был  назван Троестрочием. Путевой голос обозначается словом «Путь»,  опеваемый нижним и верхним голосами, обозначенные словами «Низ» и «Верх».   Нижний голос самый подвижный, Верх обладает выразительной ритмикой и мелодикой, Путь же записан более крупными длительностями, что придает ему стабильность и «экспрессивную статику». В крюковой нотации Низ и Верх начали фиксировать в 16-м веке, когда при Иване Грозном строчное пение достигло своего расцвета. В конце 16го века появляются полные трехголосные партитуры. В 17м веке многие строчные партитуры фиксировались  киевской пятилинейной нотацией. Таким же путём развивалось на Руси и Демественное пение, в котором главный голос (Демество) имеет особую мелодику, не связанную интонационно со знаменной. Демественное пение было четырёх-голосным. Среди певческих рукописей сохранились сборники трехголосных строчных стихир двунадесятых праздников, фрагменты воскресного октоиха, евангельские стихиры, песнопения божественной литургии и всенощного бдения, песнопения постной и цветной триоди, избранные стихиры святым, чин венчания, панихида, чин новолетия, чин омовения ног и многое другое. Среди песнопений демественного стиля было также написано немало стихир двунадесятым праздникам, сохранился сборник всех песнопений божественной литургии, было написано немало песнопений всенощного бдения. Самым характерным и значимым среди песнопений демественного многоголосия является чинопоследование Пещного Действа, которое несколько раз  исполнялось в концертах ансамбля Сирин.
Весь 17й век строчное и демественное пение существовало на Руси наряду с развивающимся партесным стилем, который к началу XVIII века полностью вымещает собой древнерусскую полифоническую архаику.

## Рецепция
Концертные программы и аудиозаписи строчного многоголосия осуществляют преимущественно в России вокальные ансамбли и хоры, занимающиеся реконструкциями русской духовной музыки. Например, ансамбль «Сирин» (под управлением А. Н. Котова) в 1993 году выпустил CD на лейбле Chant du Monde (LDC 288 073), в программу которого вошло несколько распевов в такой технике. Строчное многоголосие регулярно исполняет хор «Древнерусский распев» под управлением А. Т. Гринденко. Ансамбль «Хронос» в 2015 году записал компакт-диск «Стихиры о жизни Спасителя» с избранными песнопениями Господских праздников (от Рождества до Вознесения).